# Ratpenat d'esquena nua gros
El ratpenat d'esquena nua gros (Dobsonia moluccensis) és una espècie de ratpenat que es troba a Austràlia, Indonèsia i Papua Nova Guinea.